# National Board of Review Awards 2023
La 95ª edizione dei National Board of Review Awards ha premiato i migliori film del 2023.
I vincitori sono stati annunciati il 6 dicembre 2023. Il gala annuale di premiazione si terrà l'11 gennaio 2024 a New York, e sarà condotto dal personaggio televisivo e giornalista Willie Geist.
Quest'anno, il National Board of Review ha istituito una nuova categoria intitolata Outstanding Achievement in Stunt Artistry, creata "per celebrare i risultati e il lavoro delle controfigure".

## Classifiche

### Migliori dieci film dell'anno
- Killers of the Flower Moon, regia di Martin Scorsese
- Barbie, regia di Greta Gerwig
- Il ragazzo e l'airone (君たちはどう生きるか), regia di Hayao Miyazaki
- Ferrari, regia di Michael Mann
- The Holdovers - Lezioni di vita (The Holdovers), regia di Alexander Payne
- The Warrior: The Iron Claw (The Iron Claw), regia di Sean Durkin
- Maestro, regia di Bradley Cooper
- Oppenheimer, regia di Christopher Nolan
- Past Lives, regia di Celine Song
- Povere creature! (Poor Things), regia di Yorgos Lanthimos

### Migliori film stranieri
- Kuolleet lehdet, regia di Aki Kaurismäki ·  Finlandia
- La chimera, regia di Alice Rohrwacher ·  Italia
- La sala professori (Das Lehrerzimmer), regia di İlker Çatak ·  Germania
- Tótem - Il mio sole (Tótem), regia di Lila Avilés ·  Messico
- La zona d'interesse (The Zone of Interest), regia di Jonathan Glazer ·  Polonia/ Regno Unito

### Migliori cinque documentari
- 20 Days in Mariupol, regia di Mstyslav Chernov
- 32 Sounds, regia di Sam Green
- The Eternal Memory, regia di Maite Alberdi
- The Pigeon Tunnel, regia di Errol Morris
- A Still Small Voice, regia di Luke Lorentzen

### Migliori dieci film indipendenti
- All Dirt Roads Taste of Salt, regia di Raven Jackson
- Estranei (All of Us Strangers), regia di Andrew Haigh
- BlackBerry, regia di Matt Johnson
- Earth Mama, regia di Savanah Leaf
- Flora and Son, regia di John Carney
- The Persian Version, regia di Maryam Keshavarz
- Scrapper, regia di Charlotte Regan
- Showing Up, regia di Kelly Reichardt
- Theater Camp: Un'estate a tutto volume (Theater Camp), regia di Molly Gordon e Nick Lieberman
- A Thousand and One, regia di A. V. Rockwell

## Premi
- Miglior film: Killers of the Flower Moon, regia di Martin Scorsese (2023)
- Miglior regista: Martin Scorsese – Killers of the Flower Moon
- Miglior attore: Paul Giamatti – The Holdovers - Lezioni di vita (The Holdovers)
- Miglior attrice: Lily Gladstone – Killers of the Flower Moon
- Miglior attore non protagonista: Mark Ruffalo – Povere creature! (Poor Things)
- Miglior attrice non protagonista: Da'Vine Joy Randolph – The Holdovers - Lezioni di vita (The Holdovers)
- Miglior sceneggiatura originale: David Hemingson – The Holdovers - Lezioni di vita (The Holdovers)
- Miglior sceneggiatura non originale: Tony McNamara – Povere creature! (Poor Things)
- Miglior performance rivelazione: Teyana Taylor – A Thousand and One
- Miglior regista esordiente: Celine Song – Past Lives
- Miglior film d'animazione: Spider-Man: Across the Spider-Verse, regia di Joaquim Dos Santos, Kemp Powers e Justin K. Thompson
- Miglior film straniero: Anatomia di una caduta (Anatomie d'une chute), regia di Justine Triet ·  Francia
- Miglior documentario: Still: A Michael J. Fox Movie, regia di Davis Guggenheim
- Miglior cast: The Warrior: The Iron Claw (The Iron Claw)
- Miglior fotografia: Rodrigo Prieto – Barbie e Killers of the Flower Moon
- Migliori controfigure: Chad Stahelski, Stephen Dunlevy e Scott Rogers – John Wick 4 (John Wick: Chapter 4)
- NBR Icon Award: Bradley Cooper
- Premio per la libertà di espressione: TBA